# Grand Prix automobile de Portland 2001
Navigation
Édition précédente
Le Grand Prix de Rose City 2001 (officiellement appelé le 2001 Grand Prix of Portland), disputé sur le 5 août 2001 sur le Portland International Raceway est la sixième manche de l'American Le Mans Series 2001.

## Course
Voici le classement provisoire au terme de la course. Les vainqueurs de chaque catégorie sont signalés par un fond jaune. Pour la colonne Pneus, il faut passer le curseur sur l'icone pour connaître le manufacturier de pneumatiques.
| Pos.   | Classe | N° | Écurie                              | Pilotes                                   | Châssis                  | Pneus | Tours |
| Pos.   | Classe | N° | Écurie                              | Pilotes                                   | Moteur                   | Pneus | Tours |
| ------ | ------ | -- | ----------------------------------- | ----------------------------------------- | ------------------------ | ----- | ----- |
| 1      | LMP900 | 50 | Panoz Motor Sports                  | Jan Magnussen David Brabham               | Panoz LMP-1 Roadster-S   | M     | 131   |
| 1      | LMP900 | 50 | Panoz Motor Sports                  | Jan Magnussen David Brabham               | Élan 6L8 6.0L V8         | M     | 131   |
| 2      | LMP900 | 2  | Audi Sport North America            | Frank Biela Emanuele Pirro                | Audi R8                  | M     | 131   |
| 2      | LMP900 | 2  | Audi Sport North America            | Frank Biela Emanuele Pirro                | Audi 3.6L Turbo V8       | M     | 131   |
| 3      | LMP900 | 38 | Champion Racing                     | Andy Wallace Johnny Herbert               | Audi R8                  | M     | 131   |
| 3      | LMP900 | 38 | Champion Racing                     | Andy Wallace Johnny Herbert               | Audi 3.6L Turbo V8       | M     | 131   |
| 4      | LMP900 | 51 | Panoz Motor Sports                  | Klaus Graf Franck Lagorce                 | Panoz LMP-1 Roadster-S   | M     | 131   |
| 4      | LMP900 | 51 | Panoz Motor Sports                  | Klaus Graf Franck Lagorce                 | Élan 6L8 6.0L V8         | M     | 131   |
| 5      | LMP900 | 1  | Audi Sport North America            | Rinaldo Capello Tom Kristensen            | Audi R8                  | M     | 127   |
| 5      | LMP900 | 1  | Audi Sport North America            | Rinaldo Capello Tom Kristensen            | Audi 3.6L Turbo V8       | M     | 127   |
| 6      | LMP675 | 57 | Dick Barbour Racing                 | Milka Duno Didier de Radigues John Graham | Reynard 01Q              | G     | 123   |
| 6      | LMP675 | 57 | Dick Barbour Racing                 | Milka Duno Didier de Radigues John Graham | Judd GV675 3.4L V8       | G     | 123   |
| 7      | GTS    | 3  | Corvette Racing                     | Ron Fellows Johnny O'Connell              | Chevrolet Corvette C5-R  | G     | 122   |
| 7      | GTS    | 3  | Corvette Racing                     | Ron Fellows Johnny O'Connell              | Chevrolet 7.0L V8        | G     | 122   |
| 8      | GT     | 6  | Prototype Technology Group          | Boris Said Hans-Joachim Stuck             | BMW M3 GTR               | Y     | 121   |
| 8      | GT     | 6  | Prototype Technology Group          | Boris Said Hans-Joachim Stuck             | BMW 4.0L V8              | Y     | 121   |
| 9      | GT     | 23 | Alex Job Racing                     | Lucas Luhr Sascha Maassen                 | Porsche 911 GT3 RS       | M     | 120   |
| 9      | GT     | 23 | Alex Job Racing                     | Lucas Luhr Sascha Maassen                 | Porsche 3.6L Flat-6      | M     | 120   |
| 10     | GT     | 42 | BMW Motorsport Schnitzer Motorsport | Jörg Müller JJ Lehto                      | BMW M3 GTR               | M     | 120   |
| 10     | GT     | 42 | BMW Motorsport Schnitzer Motorsport | Jörg Müller JJ Lehto                      | BMW 4.0L V8              | M     | 120   |
| 11     | GT     | 43 | BMW Motorsport Schnitzer Motorsport | Dirk Müller Fredrik Ekblom                | BMW M3 GTR               | M     | 120   |
| 11     | GT     | 43 | BMW Motorsport Schnitzer Motorsport | Dirk Müller Fredrik Ekblom                | BMW 4.0L V8              | M     | 120   |
| 12     | LMP675 | 11 | Roock-KnightHawk Racing             | Steven Knight Mel Hawkins                 | Lola B2K/40              | A     | 120   |
| 12     | LMP675 | 11 | Roock-KnightHawk Racing             | Steven Knight Mel Hawkins                 | Nissan (AER) VQL 3.4L V6 | A     | 120   |
| 13     | GT     | 22 | Alex Job Racing                     | Randy Pobst (en) Christian Menzel         | Porsche 911 GT3 RS       | M     | 118   |
| 13     | GT     | 22 | Alex Job Racing                     | Randy Pobst (en) Christian Menzel         | Porsche 3.6L Flat-6      | M     | 118   |
| 14     | GT     | 30 | Petersen Motorsports                | Johnny Mowlem Timo Bernhard               | Porsche 911 GT3 R        | M     | 118   |
| 14     | GT     | 30 | Petersen Motorsports                | Johnny Mowlem Timo Bernhard               | Porsche 3.6L Flat-6      | M     | 118   |
| 15     | GTS    | 45 | American Viperacing                 | Shane Lewis Jeff Altenburg (en)           | Dodge Viper GTS-R        | D     | 118   |
| 15     | GTS    | 45 | American Viperacing                 | Shane Lewis Jeff Altenburg (en)           | Dodge 8.0L V10           | D     | 118   |
| 16     | GT     | 69 | Kyser Racing                        | Kye Wankum Joe Foster                     | Porsche 911 GT3 R        | D     | 106   |
| 16     | GT     | 69 | Kyser Racing                        | Kye Wankum Joe Foster                     | Porsche 3.6L Flat-6      | D     | 106   |
| 17 DNF | GT     | 10 | Prototype Technology Group          | Bill Auberlen Niclas Jönsson              | BMW M3 GTR               | Y     | 102   |
| 17 DNF | GT     | 10 | Prototype Technology Group          | Bill Auberlen Niclas Jönsson              | BMW 4.0L V8              | Y     | 102   |
| 18 DNF | GTS    | 26 | Konrad Team Saleen                  | Terry Borcheller Franz Konrad             | Saleen S7-R              | G     | 85    |
| 18 DNF | GTS    | 26 | Konrad Team Saleen                  | Terry Borcheller Franz Konrad             | Ford 7.0L V8             | G     | 85    |
| 19 DNF | GTS    | 44 | American Viperacing                 | Tom Weickardt Kevin Allen (en)            | Dodge Viper GTS-R        | D     | 78    |
| 19 DNF | GTS    | 44 | American Viperacing                 | Tom Weickardt Kevin Allen (en)            | Dodge 8.0L V10           | D     | 78    |
| 20 DNF | GT     | 15 | Dick Barbour Racing                 | Mark Neuhaus Randy Wars                   | Porsche 911 GT3 R        | D     | 13    |
| 20 DNF | GT     | 15 | Dick Barbour Racing                 | Mark Neuhaus Randy Wars                   | Porsche 3.6L Flat-6      | D     | 13    |
| DSQ†   | GTS    | 4  | Corvette Racing                     | Andy Pilgrim Kelly Collins                | Chevrolet Corvette C5-R  | G     | 122   |
| DSQ†   | GTS    | 4  | Corvette Racing                     | Andy Pilgrim Kelly Collins                | Chevrolet 7.0L V8        | G     | 122   |

† - La Corvette n°4 du Corvette Racing a été disqualifiée pour ne pas avoir répondu à un test du contrôle technique à la suite de la course. La voiture était en dessous du poids limite réglementaire.

## Statistiques
- Pole Position - #50 Panoz Motor Sports - 1:04:121.
- Record du tour - #1 Audi Sport North America - 1:05.360.
- Distance - 409,842 km.
- Vitesse moyenne - 148,409 km/h.